# 追逃微分对策
追逃微分对策（英語：Differential pursuit games），又称追逃微分博弈，微分对策是在时间连续变化的情形下描述冲突控制过程的数学模型。

## 具有给定持续时间的零和微分对策
微分对策是对具有无限(连续统)步数而且局中人1和2(将用字母E和P表示)可能连续采取决策的多阶段对策的推广.局中人行动的轨迹是微分方程系统的解,该微分方程系统依赖于局中人控制的参数.
设{\displaystyle x\in \mathbf {} R^{n}},{\displaystyle y\in \mathbf {} R^{n}},{\displaystyle u\in \mathbf {} U\subset \mathbf {} R^{k}},{\displaystyle v\in \mathbf {} V\subset \mathbf {} R^{l}},{\displaystyle f=(x,u)},{\displaystyle g=(y,v)}是分别定义在{\displaystyle R^{n}\times {}U},{\displaystyle R^{n}\times {}V}上的{\displaystyle n}维向量函数.考察下面两个常微分方程系统:
初始状态为{\displaystyle x_{0},y_{0}}. 局中人P(E)从向态{\displaystyle x_{0}(y_{0})}开始, 按上方程组在相空间的{\displaystyle R^{n}}行动,在每个时刻符合他的目标和当前状态的可用信息选择参数值{\displaystyle u\in \mathbf {} U(v\in \mathbf {} V)}.